# Mary Gilchristová
Mary Dinorah Gilchristová (asi 1882 – 14. ledna 1947, Edinburgh) byla skotská šachistka.
Mary Gilchristová vyhrála mistrovství Skotka žen v letech 1921, 1922, 1923 a 1938 a dvakrát se stala mistryní Velké Británie (roku 1929 a 1934). Dvakrát se rovněž zúčastnila turnaje o titul mistryně světa v šachu (1933 ve Folkestone, kdy obsadila třetí místo, a 1937 ve Stockholmu, kde skončila na osmém a devátém místě).

## Výsledky na MS v šachu žen
| Rok  | Turnaj                           | Místo      | Výsledek | Pořadí |
| 1933 | 4. mistrovství světa v šachu žen | Folkestone | +6 -3 =5 | 3.     |
| 1937 | 6. mistrovství světa v šachu žen | Stockholm  | 7,5/14   | 8.-9.  |